# 早川松山

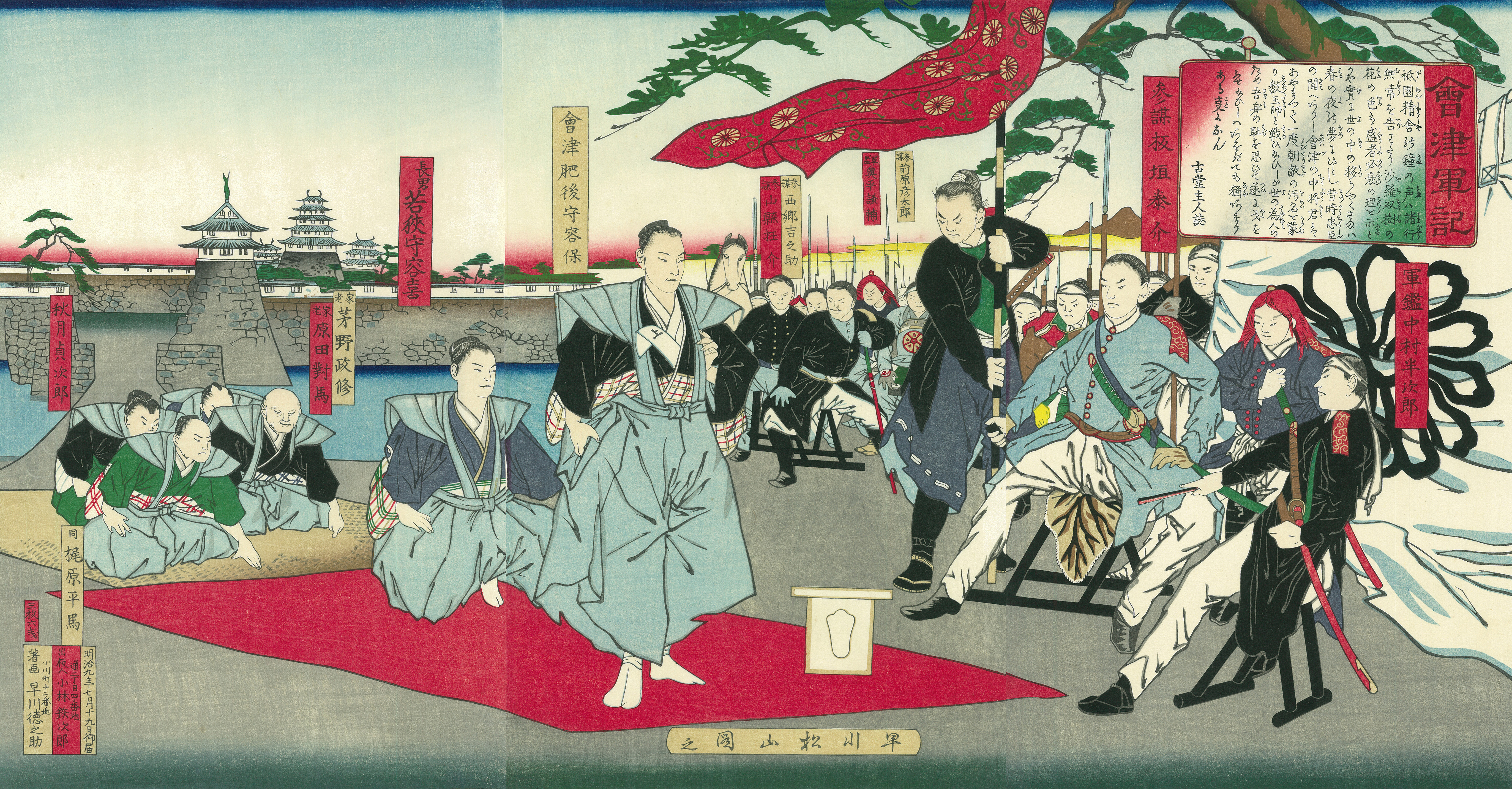
『会津軍記』板垣退助と松平容保らを描いたもの。明治9年（1876年）作

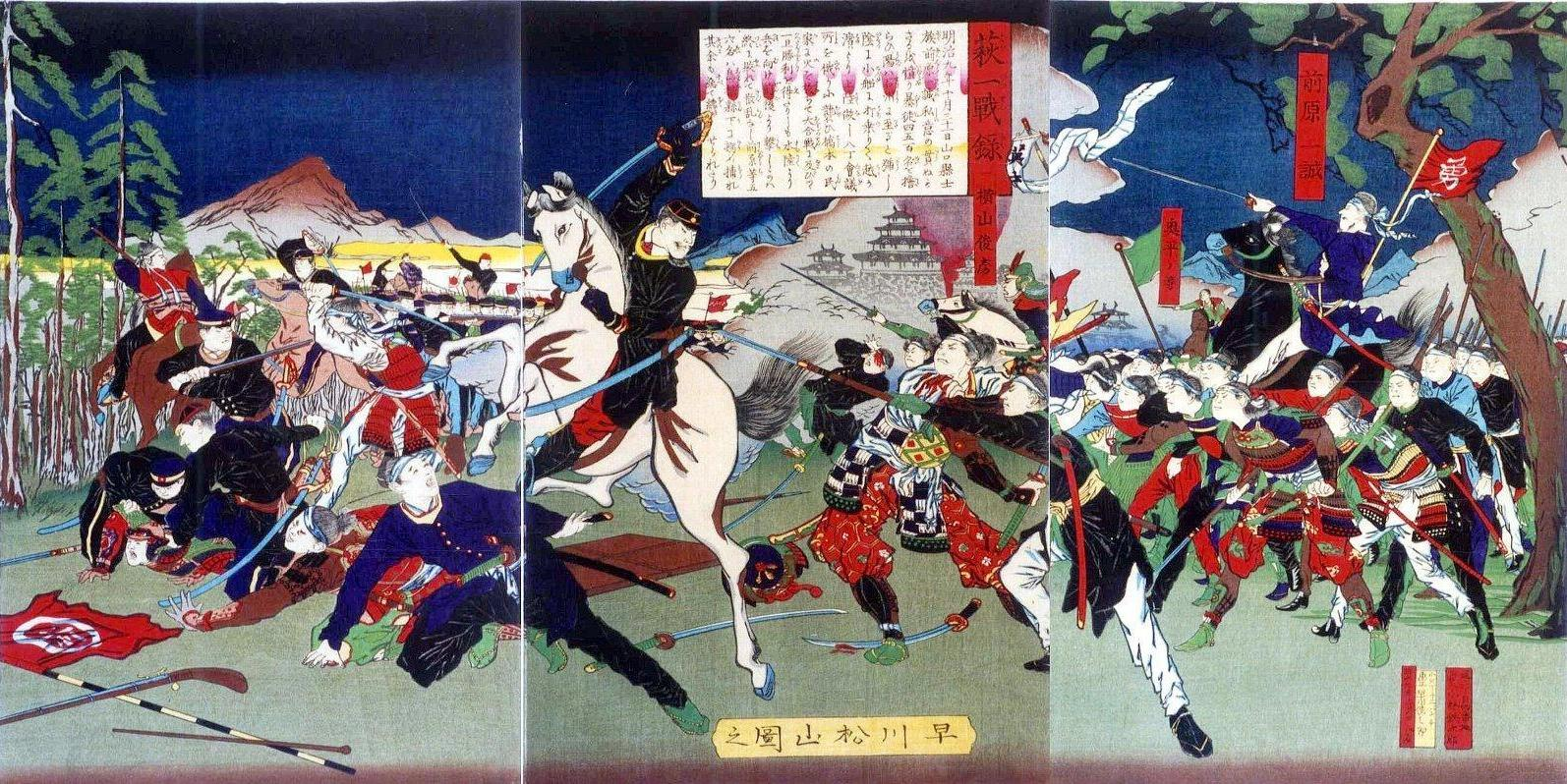
『萩一戦録』明治9年（1876年）作

早川 松山（はやかわ しょうざん、嘉永3年〈1850年〉8月15日 - 明治25年〈1892年〉）は、明治時代の浮世絵師。

## 来歴
河鍋暁斎の門人。幼名は徳之助。晴斎、帰誠と号す。幼時、左目を失明している。明治9年（1876年）頃から活動を始め、戊辰戦争の会津藩降伏で、勝者板垣退助が敗者松平容保に対し、礼を以って接したことを画題とした『会津軍記』などで知られる。
明治10年（1877年）に「鹿児島征討図」や「九州植木口激戦図」などといった西南戦争を描いた錦絵10点ほどが知られている。他に内国勧業博覧会の図や横浜絵を手がけている。明治10年（1877年）、松月保誠と改名した。暁斎の画風を継承、錦絵のほか、雑誌や単行本の挿絵を描く。また、ある時は信濃国において惺々暁斎と称していたるところで絵を描いたと言われる。
『河鍋暁斎絵日記』（国立国会図書館所蔵）の中に数回登場しており、「惺々早川晴斎」の落款の肉筆作品が河鍋暁斎記念美術館に所蔵されている。また、『河鍋暁斎翁伝』には、暁斎の次男・河鍋暁雲の談話として、浅草観音堂に早川松山筆の額絵がある、という記載がある。明治22年、放飲泥酔の余、あやまちて水に溺れて死せり。
なお、『浮世絵の基礎知識』（吉田漱著）は、松山の活動期を明治26年（1893年）頃までとしている。

## 作品
- 『二見ヶ浦日の出図』絹本着色　河鍋暁斎記念美術館所蔵「惺々早川晴斎」の落款
- 『会津軍記』大判3枚続 錦絵 明治9年 髙岡功太郎（板垣退助先生顕彰会理事長）所蔵
- 『横浜名所一覧』大判3枚続 錦絵 明治9年
- 『横浜名所 公園地』大判 錦絵
- 『鹿児島征討図』大判3枚続 錦絵 明治10年 藤田昇コレクション
- 『鹿児島征討 一覧』大判3枚続 錦絵 明治10年 藤田昇コレクション
- 『鹿児島新報』大判3枚続 錦絵 明治10年
- 『鹿児島戦記』大判3枚続 錦絵 明治10年
- 『生麦之発殺』大判3枚続 錦絵 明治10年 横浜市立図書館所蔵
- 『日向血戦之酒催』大判3枚続 錦絵 明治10年 「松山改松月保誠」の落款あり
- 『九州新報』大判　錦絵　早稲田大学図書館所蔵
- 『二勇之義説』大判3枚続　錦絵　早稲田大学図書館所蔵、藤田昇コレクション　「松山改松月」の落款あり
- 『古今英雄一覧図』大判3枚続　錦絵　明治9年
- 『薩肥海　鹿児島逆徒征討図』大判3枚続　錦絵　明治10年
- 『九州植木口激戦図』大判3枚続　錦絵　明治10年 東京大学史料編纂所所蔵
- 『内国勧業博覧会儀式』大判3枚続 錦絵 明治10年 「松月保誠」の落款あり
- 『西郷星地落人民之口（さいごうぼし ちにおち じんみんのくち）』大判3枚続 錦絵 明治10年 「松月保誠筆」の落款あり
- 『西郷揚波起源』大判3枚続 錦絵 「帰誠松山」の落款 東京経済大学図書館所蔵
- 『古今勤皇明覧 黒山公井上公』大判 錦絵 「早川松山図画」の落款 東京経済大学図書館所蔵
- 『生麦之発殺』大判3枚続 錦絵 明治26年 神奈川県立歴史博物館所蔵